# Ligny-en-Cambrésis
Ligny-en-Cambrésis és un municipi francès, situat a la regió dels Alts de França, al departament del Nord. L'any 2006 tenia 1.687 habitants. Limita al nord amb Fontaine-au-Pire, al nord-est amb Caudry, a l'est amb Montigny-en-Cambrésis, al sud-est amb Clary, al sud amb Caullery, al sud-oest amb Walincourt-Selvigny i a l'oest amb Haucourt-en-Cambrésis.

## Demografia
| 1962                                       | 1968  | 1975  | 1982  | 1990  | 1999  | 2006  |
| ------------------------------------------ | ----- | ----- | ----- | ----- | ----- | ----- |
| 1.934                                      | 2.034 | 1.914 | 1.711 | 1.652 | 1.658 | 1.687 |
| Des de 1962: població sense dobles comptes |       |       |       |       |       |       |

## Administració
| Període | Identitat       | Partit |
| ------- | --------------- | ------ |
| 2001-   | Michèle Brulant |        |